# Alenia C-27J Spartan
Dimensions
L'Alenia C-27J Spartan, est un avion de transport militaire développé en coentreprise par Leonardo (nom de Finmeccanica à partir de 2017, précédemment Alenia Aeronautica) et Lockheed Martin.

## Une remotorisation duG.222
En 1997, Alenia et Lockheed Martin formèrent la Lockheed Martin Alenia Tactical Transport Systems (LMATTS) pour développer une nouvelle version de l’Aeritalia G.222, avec avionique et motorisation identiques au C-130J Hercules, donc équipée de turbopropulseurs Rolls-Royce AE 2100. Ainsi remotorisé, l'avion a un rayon d’action supérieur de 35 % et un plafond supérieur de 30 % par rapport aux versions antérieures. Ses dimensions internes et ses niveaux de résistance au plancher lui permettent de transporter des véhicules blindés type M113, ou un hélicoptère du gabarit du Bell OH-58 Kiowa.
La désignation de cet appareil n’est pas une désignation officielle de l’USAF, à laquelle les partenaires d’Alenia espèrent vendre cet avion, mais rappelle l’utilisation du G.222 par l’USAF, le J signifiant coentreprise. Le 25 septembre 1999 eut lieu le premier vol d'un G.222 modifié, le premier C-27J construit d’origine volant le 12 mai 2000. Clients de lancement, l’Italie et la Grèce, qui ont acheté 12 exemplaires chacune dès 2000.
Concurrent du CASA CN-235/C-295 et de l’Antonov An-32, le C-27J a été évalué par les forces armées d’Arabie saoudite, Égypte, Israël, Finlande, Malaisie, Mexique, Pologne (qui a préféré le CASA C-295), Portugal (qui a préféré le CASA C-295 en février 2006) et Suisse parmi d'autres. Les pays suivants ont commandé ou sont susceptibles de commander le C-27J.

## Utilisateurs

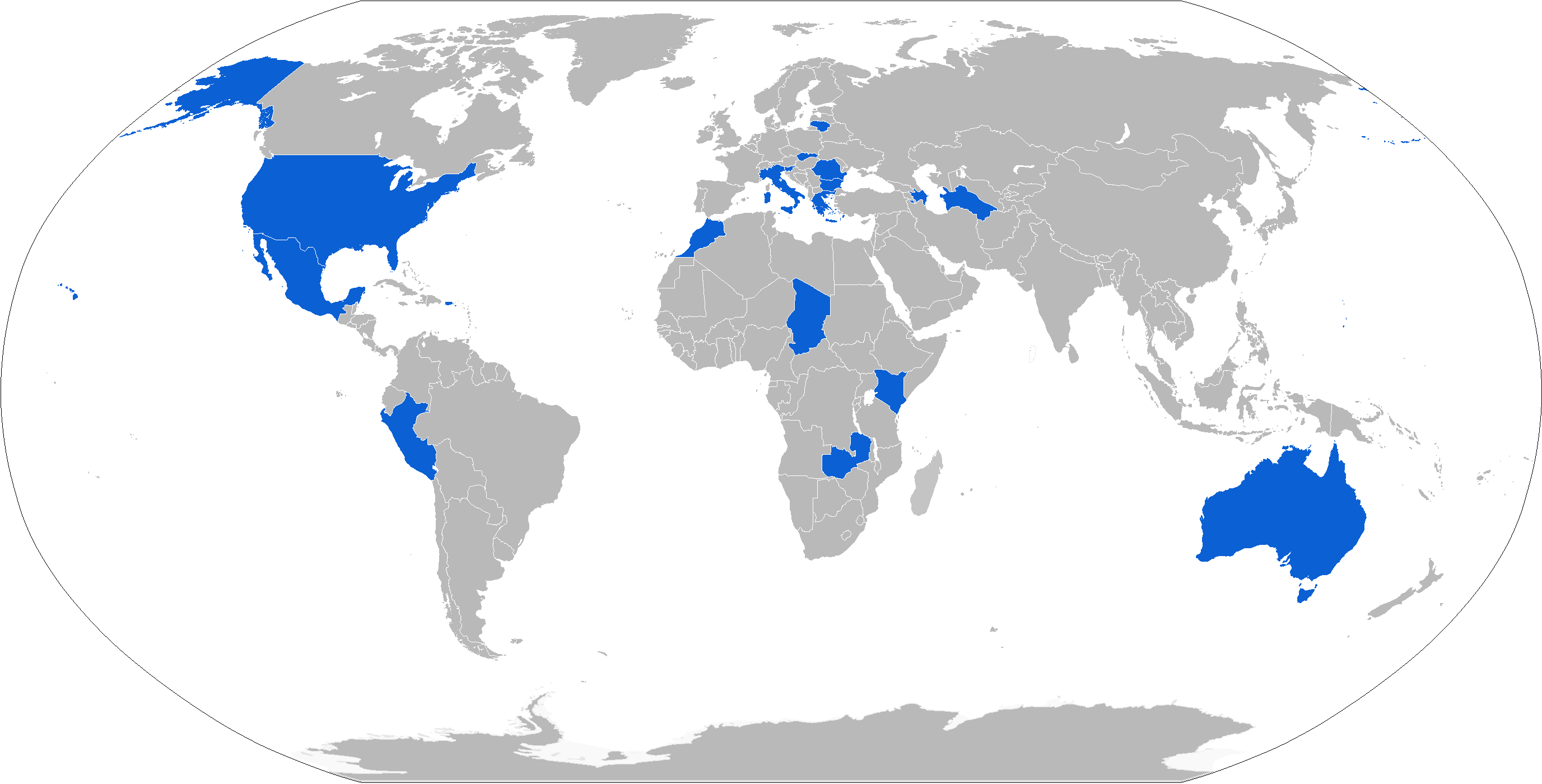
Carte incomplète des utilisateurs du C-27J Spartan

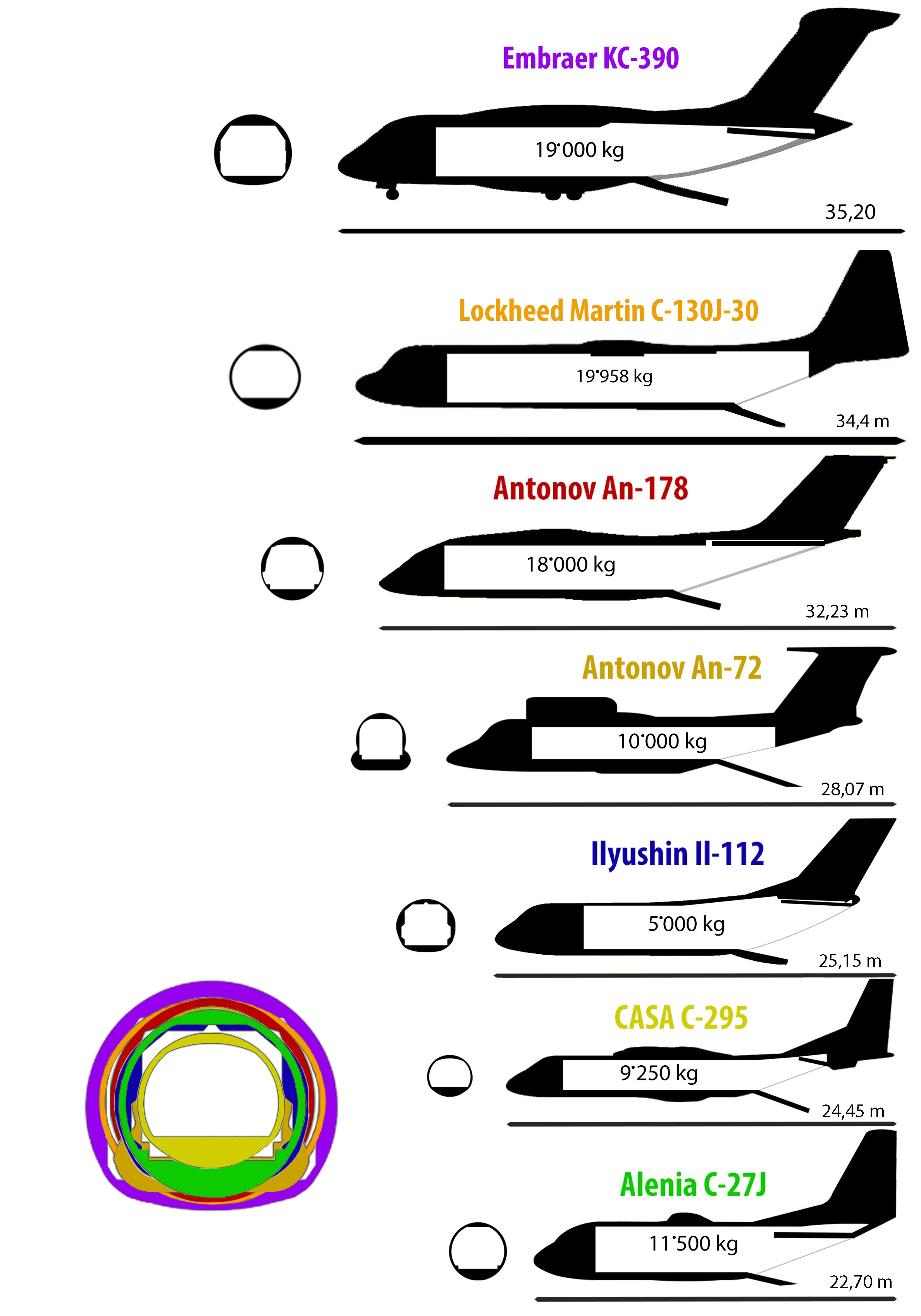
Comparaison de différents avions de transport militaires: Embraer KC-390, C-130J-30, Antonov An-178, Antonov An-72, Iliouchine Il-112, CASA C295, Alenia C-27J Spartan

- Australie : le pays choisit le C-27J en mai 2012 pour remplacer ses DHC Caribou. La commande porte sur dix appareils pour un coût total estimé de 1,4 milliard de dollars[1]. Le C-27J «Spartan» a été choisi au détriment du C-295 d’Airbus Military. Le premier avion de transport est livré le 30 juin 2015 pour une capacité opérationnelle initiale à la fin de 2016[2]. Le 10e est réceptionné le 18 avril 2018[3].
- Bulgarie : le pays a exprimé en 2005 son intérêt pour huit appareils, destinés à remplacer cinq Antonov An-26. Une commande ferme pour cinq avions a été signée le 24 février 2006, mais elle fut réduite à trois avions en décembre 2010. Le premier est livré le 13 décembre 2010, le troisième en mars 2011[4].
- Canada : En janvier 2007, le C-27J semblait être le seul appareil susceptible de succéder aux CC-130 Hercules et CC-115 Buffalo utilisés pour les opérations de recherche et de sauvetage (SAR). La commande canadienne doit porter sur 15 avions.
- États-Unis : Le programme Joint Cargo Aircraft (JCA) porte sur 100 cargos moyens devant remplacer les Short C-23 Sherpa (en) de la Garde Nationale (37 avions) et divers modèles de C-12 Huron utilisés par l’USAF et l’US Army. Boeing Integrated Defense Systems, Alenia Aeronautica et L-3 Communications ont créé une structure conjointe, Global Military Aircraft Systems (GMAS) pour assurer la promotion du C-27J auprès du Pentagone. Un C-27J a achevé en novembre 2006 un programme d’évaluation de 26 heures de vol en concurrence avec le Casa CN-235/C-295 proposé par EADS et Raytheon. À la suite de la décision du département de la Défense des États-Unis de le commander en 2007, l’appareil sera produit dans une nouvelle usine à construire à Cecil Field, Comté de Duval, Floride, il était envisagé jusqu'à 135 exemplaires construits[5]. Mais en janvier 2012, on annonce à la suite de coupes dans le budget de la défense, alors que 28 C-27 sont en service, le retrait de ce type d'avion[6]. Finalement, fin 2013, sept appareils sont transférés au United States Special Operations Command y remplaçant des CASA C-212 et 14 appareils sont transférés à la United States Coast Guard.
- Grèce : douze appareils commandés (+ 3 options) le 10 février 2002. Le premier C.27J grec [HA001; c/n 4117] a volé le 15 décembre 2004 et a été livré fin 2004 au 354 Mira Taktikon Metaforon d’Éleusis. Le dernier a été livré en août 2006, la Grèce étant donc le premier pays à mettre un service le C-27J.
- Italie : La commande de 12 C-27J (+ 6 options) n'a été confirmée qu'en décembre 2002, les livraisons étant espérées entre 2005 et 2007. Le premier exemplaire (c/n 4115) n'a été mis en service que le 24 octobre 2006 au 98° Gruppo Transporto Medi de la 46a Brigata Aerea de Pise, 11 autres devant suivre jusqu’en 2008.
- Kenya : Trois exemplaires commandés, livraison des deux premiers le 30 janvier 2020[7].
- Lituanie : trois appareils commandés en 2006 pour remplacer des Antonov An-26.Le premier exemplaire a été livré le 22 décembre 2006, le second est arrivé à Siauliai début décembre 2009.
- Maroc : quatre appareils commandés en 2008[8].
- Mexique : quatre appareils commandés le quatre juillet 2011 pour 200 millions de dollars. Livraison entre fin 2011 et début 2012[9].
- Pérou : deux appareils commandés le 25 novembre 2013 pour 100 millions de dollars américains[10].
- Roumanie : sept C-27J à livrer à partir de 2008 ont été commandés en décembre 2007 pour remplacer les deux Antonov An-24 et quatre An-26[11].
- Slovaquie : deux exemplaires commandés en octobre 2014[12], pour un montant de 1,9 milliard de couronnes.
- Slovénie : un exemplaire commandé en janvier 2021 pour une livraison d'ici 2025 au 15e régiment d'aviation militaire slovène[13].
- Tchad : Force aérienne tchadienne, 2 appareils livrés en 2014